# إدي فارغاس
إدي فارغاس (بالإنجليزية: Eddie Vargas)‏ هو لاعب كرة قاعدة أمريكي، ولد في 23 فبراير 1959 في Guánica, Puerto Rico ‏ في الولايات المتحدة.